# Aeroporto di Ämari
L'aeroporto di Ämari, citato anche come base aerea di Ämari, già noto come aeroporto di Suurküla (designazione originale estone), Vasalemma, Emari, Suurkyul, Shuurkyul, e Shuurkul, è un aeroporto militare situato nella contea di Harjumaa, nei pressi del comune rurale di Vasalemma e del lago Klooga, in Estonia.

## Storia

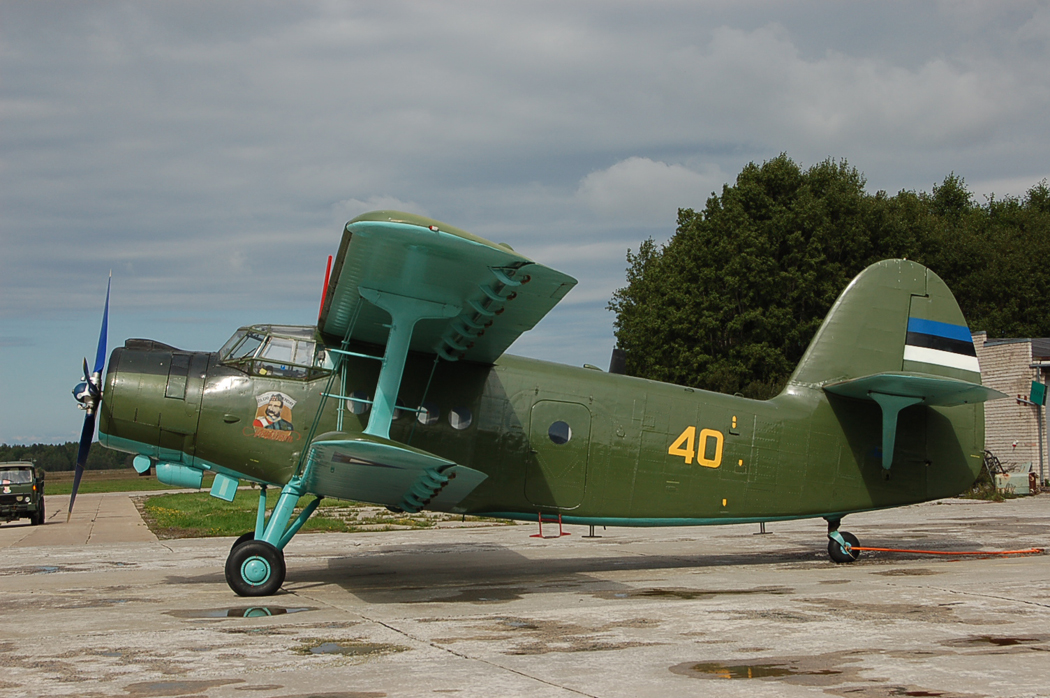
L'Antonov An-2 "40" della Eesti Õhuvägi in parcheggio presso le strutture dell'aeroporto di Ämari.

L'aeroporto venne costruito nel 1945, dopo l'istituzione della Repubblica Socialista Sovietica di Estonia per dare un supporto al personale e aeromobili della Sovetskie Voenno-vozdušnye sily, l'aeronautica militare sovietica. Nel 1952 la struttura venne integrata nella rete principale degli aeroporti sovietici e nel 1956 venne ulteriormente sviluppata realizzando negli anni successivi la pista della lunghezza complessiva di 2 500 m, dei quali 2 000 effettivamente sfruttabili per le operazioni di decollo ed atterraggio, per una larghezza di 60 m e con la capacità di carico di 180 t.
Successivamente, tra gli anni settanta ed ottanta, la struttura venne utilizzata intensamente dalla Aviacija Voenno-Morskogo Flota, l'aviazione di marina della sovietica Voenno Morskoj Flot SSSR, fino alla dissoluzione dell'Unione Sovietica, il 20 agosto 1991 l'Estonia restaurò la sua indipendenza e dal 1992 l'aeroporto ritornò sotto il controllo del governo estone ma la condizione delle strutture, lasciate spoglie dal ritiro del personale militare sovietico, costrinse ad avviare un programma di ristrutturazione. Il primo volo ufficiale della Eesti Õhuvägi, l'aeronautica militare estone, avvenne nel novembre 1995 con un elicottero Mil Mi-2, mentre per un velivolo ad ala fissa bisognò attendere il mese successivo con un Antonov An-2. L'anno seguente, nel 1996, il Ministero della Difesa estone assume ufficialmente il controllo della Base, ma solo con l'atto datato 15 maggio 1997 viene costituita la Ämari lennubaas (Base aerea).

### Impiego operativo
La pista, lunga 2 000 metri, è realizzata in calcestruzzo ed è sufficientemente lunga per poter operare con aeromobili di medie dimensioni. Attualmente ospita solamente una base militare che opera con elicotteri, aerei da trasporto e da addestramento.
L'aeroporto fornisce già supporto alle operazioni aeree di ricerca e salvataggio in collaborazione con le nazioni vicine. Dato che l'Estonia è una nazione membro NATO, in prospettiva di una cooperazione, già attuata dalle Eesti kaitsevägi in operazioni congiunte, la struttura può essere condivisa in caso di necessità con le forze aeree del Patto Atlantico.

#### Attualità
In considerazione dei rapporti tesi tra USA - Ue e Russia, la Nato, per motivazioni: cautelative preventive e di protezione del territorio estone, ha stanziato 160 soldati americani nell'aeroporto